# Портленд (округ Монро, Вісконсин)
Портленд (англ. Portland) — місто (англ. town) в США, в окрузі Монро штату Вісконсин. Населення — 833 особи (2020).

## Демографія
Згідно з переписом 2010 року, у місті мешкало 808 осіб у 290 домогосподарствах у складі 223 родин. Було 327 помешкань
Расовий склад населення:
| - 95,7 % — білих - 0,1 % — корінних американців - 0,1 % — азіатів - 3,0 % — осіб інших рас |

До двох чи більше рас належало 1,1 %. Частка іспаномовних становила 3,7 % від усіх жителів.
За віковим діапазоном населення розподілялося таким чином: 31,2 % — особи молодші 18 років, 56,2 % — особи у віці 18—64 років, 12,6 % — особи у віці 65 років та старші. Медіана віку мешканця становила 38,6 року. На 100 осіб жіночої статі у місті припадало 106,6 чоловіків;  на 100 жінок у віці від 18 років та старших — 104,4 чоловіків також старших 18 років.
Середній дохід на одне домашнє господарство  становив 69 800 доларів США (медіана — 61 250), а середній дохід на одну сім'ю — 81 087 доларів (медіана — 69 583). Медіана доходів становила 39 539 доларів для чоловіків та 36 250 доларів для жінок. За межею бідності перебувало 10,9 % осіб, у тому числі 17,9 % дітей у віці до 18 років та 8,2 % осіб у віці 65 років та старших.
Цивільне працевлаштоване населення становило 423 особи. Основні галузі зайнятості: освіта, охорона здоров'я та соціальна допомога — 22,0 %, виробництво — 18,9 %, сільське господарство, лісництво, риболовля — 16,1 %.